# Pont Vieux, Albi
Pont Vieux (Stari most) je 150 metrov dolg most čez reko Tarn v Albiju, v francoskem departmaju Tarn, v Franciji..
Vključeno je na obod episkopskega mesta Albi, ki je bilo leta 2010 navedeno kot Unescova svetovna dediščina.
Leta 2010 je bil, skupaj s stolnico sv. Cecilije vpisan na Unescov seznam svetovne dediščine.

## Zgodovina
Tarnski most, kot so ga prvotno imenovali, je bil zgrajen med letoma 1035 in 1042. Najstarejši deli, ki so danes vidni, izvirajo iz 13. stoletja. Na začetku preozek ni dopuščal prehoda vozov. Blago so prenašali na hrbtu živali ali ljudeh.
V 13. stoletju (verjetno med letoma 1230 in 1240) je bil most rekonstruiran. Nato je bila na vhodu na most nameščena cestnina, čeprav je potrjeno, da so bile dajatve zaračunane že leta 1193. Obdavčuje se le blago, kot je omenjeno v Albijevem vložku iz leta 1245. Vendar je odlok določal, da Judje, živi ali mrtvi, morajo plačati davek. Za izdajanje pravic, ki so bile najprej rezervirane za vikonte, nato pa za albižanske škofe, je bila v nadaljevanju uvedena kartularija (chartularium - rokopis ali zvitek (rotulus), ki vsebuje prepise izvirnih dokumentov, ki se nanašajo na fundacijo, privilegije in pravne cerkvene pravice. ustanove, občinske družbe, industrijska združenja, učne ustanove ali družine), ki so jo leta 1269 najprej ponudili albižanskim konzulom. 
Most je prispeval k razvoju mestna in trgovine. Tako zbrani denar se je porabil za vzdrževanje mostu, pa tudi mestnega obzidja.
V srednjem veku je imel za dostop na most utrjen stolp, kapelo in dvižni most.
V 15. stoletju so bile na stebrih mostu zgrajene hiše, da bi struktura mostu postala bolj trdna. Pont Vieux je zato spominjal na Ponte Vecchio v Firencah. Te hiše so bile po poplavi 1766 odstranjene.
Leta 1820 so cesto zravnali in razširili, da so omogočil srečanje štirikolesnih voz. Zadnja dva loka na levem bregu sta bila podaljšana, medtem ko so drugi opečni loki počivali na obstoječih odprtinah in dobili konzolne ločne dodatke. Spremenjene so bile tudi ograje na mostu. Kamniti most je bil prekrit z opeko.
Most je bil 16. marca 1921 razglašen za zgodovinski spomenik.
- Zgoraj viden opečni ločni dodatek
- Detajl opečnih obokov, ki jih podpirajo kamniti oporniki
- Opečna tla na spodnji strani obokov
- Prvi razpon je polkrožni lok, kjer je bil prvotno dvižni most

## Sklic
1. ↑  Base Mérimée, PA00095481, Vieux pont
2. ↑  Unesco
3. ↑  »arhivska kopija« (PDF). Arhivirano iz prvotnega spletišča (PDF) dne 29. maja 2018. Pridobljeno 1. februarja 2020.
4. ↑  Jean-Louis Biget - Henri Bru, Albi La Cité épiscopale, éditions Bleu Pastel, 2017.
5. ↑  »arhivska kopija« (PDF). Arhivirano iz prvotnega spletišča (PDF) dne 29. maja 2018. Pridobljeno 1. februarja 2020.
6. ↑  Jean-Louis Biget - Henri Bru, Albi La Cité épiscopale, éditions Bleu Pastel, 2017